# Toda una vida (canción)
"Toda una vida" es una canción del compositor cubano Osvaldo Farrés, escrita en 1943 y estrenada por el cantante mexicano Pedro Vargas.

## Historia
La canción, compuesta por Osvaldo Farrés, es un bolero dedicado a su esposa Finita, hermana de la actriz Asunción del Peso, a quien conoció mientras trabajaba como publicista para la Cerveza Polar. Aunque entre ambos existía una notable diferencia de edad, todo indica que fue un amor a primera vista. La familia, que se oponía a la relación, envió a la joven fuera de La Habana, momento en el que Farrés le compuso el bolero, que fue estrenado por Pedro Vargas en el programa radiofónico La Hora Polar para que ella lo escuchara.
Desde su estreno en 1943 por Pedro Vargas, han sido innumerables las versiones que se han hecho del tema, destacando las de Antonio Machín, quien la popularizó en España, Los Panchos, Chavela Vargas, Julio Sánchez,  Paloma San Basilio, Raphael o Sara Montiel. El cantante mexicano Luis Miguel incluyó una versión de la canción en su álbum Mis romances de 2001. El cantante argentino Sandro la incluyó en su álbum “Sandro Clásico” de 1994. La cantante española Paloma San Basilio la incluyó en su álbum Escorpio de 2001.